# Marie Valerie av Österrike
Marie Valerie av Österrike, född 22 april 1868 i Buda, Ungern, död 6 september 1924 i Wien, Österrike, var ärkehertiginna av Österrike, dotter till kejsar Frans Josef av Österrike (1830-1916) och kejsarinnan Elisabeth, född hertiginna i Bayern (1837-1898).
Hon blev 31 juli 1890 gift med ärkehertig Frans Salvator av Toscana (1866-1939), son till ärkehertig Karl Salvator av Toscana (1839-1892). De var bosatta i Wien och Schloss Wallsee an der Donau). 

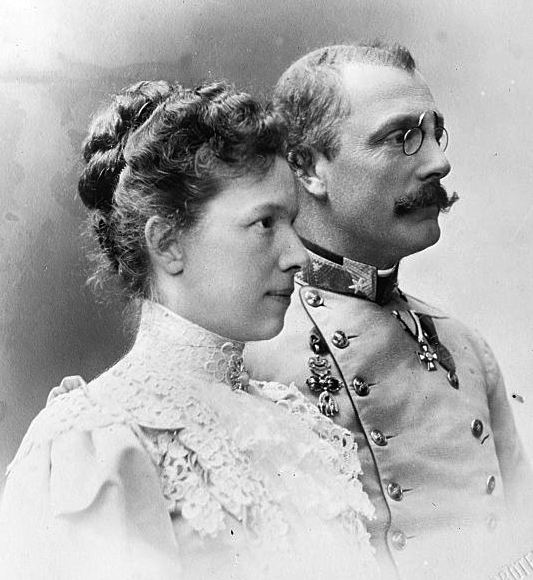
Marie med sin make Franz Salvator.

## Barn
- Elisabeth Fransisca (1892-1930) gift med Georg von Waldburg zu Zeil (1878-1955)
- Frans Karl Salvator (1893-1918) d. i spanska sjukan
- Hubert Salvator av Toscana (1894-1971) gift med Rose-Marie zu Salm-Salm
- Hedwig Maria (1896-1970) gift med Bernhard zu Stolberg-Stolberg
- Theodor Salvator (1899-1978) gift med Maria Theresa von Waldburg zu Zeil
- Gertrude Maria (1900-1962) gift med Georg von Waldburg zu Zeil (svåger) (1878-1955)
- Marie Elisabeth (1901-1936) ogift
- Klemens Salvator (1904-1974) gift med Elisabeth de Rességuier de Miremont
- Mathilde (1906-1991) gift med Ernst Hefel
- Agnes (f. o d. 1911)